# Tossal Gros (kulle)
Tossal Gros är en kulle i Spanien.   Den ligger i provinsen Província de Tarragona och regionen Katalonien, i den östra delen av landet, 300 km öster om huvudstaden Madrid. Toppen på Tossal Gros är 372 meter över havet, eller 117 meter över den omgivande terrängen. Bredden vid basen är 2,6 km.
Terrängen runt Tossal Gros är kuperad åt nordost, men åt sydväst är den platt.Runt Tossal Gros är det ganska tätbefolkat, med 144 invånare per kvadratkilometer. Närmaste större samhälle är Vinaròs, 16,6 km söder om Tossal Gros. Trakten runt Tossal Gros består till största delen av jordbruksmark.